# Walter Leiser
Walter Leiser, född 4 maj 1931, död 9 december 2023, var en schweizisk  roddare.
Leiser blev olympisk silvermedaljör i fyra med styrman vid sommarspelen 1952 i Helsingfors.